# Philippe Boiry
Philippe Alexandre Boiry, né le 19 février 1927 à Paris et mort le 5 janvier 2014 à Chourgnac, est un journaliste, cryptarque et poète français.
Il est aussi connu comme sixième prétendant au trône d'Araucanie et de Patagonie sous le nom de Philippe Ier, succédant à Jacques-Antoine Bernard (Antoine III).

## Biographie

### Famille

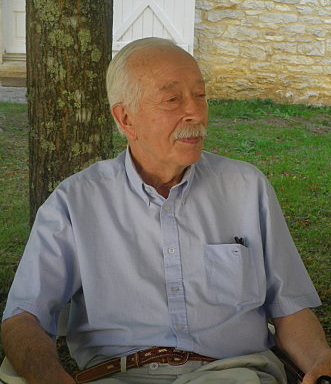
Philippe Boiry.

Philippe Boiry est né le 19 février 1927 à Paris. Il est le fils de Ferdinand Boiry (1897-1961), industriel, et de Jeanne Reynaud (1897-1988).
Le 21 juin 1950, il épouse Jacqueline Renée Jeanne Dominique Marquain dite Jacqueline-Dominique Marquain (1927-1978), sans postérité.
Il épouse en secondes noces en 1996 Élisabeth Jeanne de Chavigny de La Chevrotière (1939-2006), sans postérité.
Deux fois veuf, Philippe Boiry meurt le 5 janvier 2014 à Chourgnac, âgé de 86 ans,, sans descendance. Ses obsèques sont célébrées le 9 janvier suivant, en l'abbaye de Tourtoirac par Jean-Marc Fournier, prêtre de la Fraternité sacerdotale Saint-Pierre (FSSP).

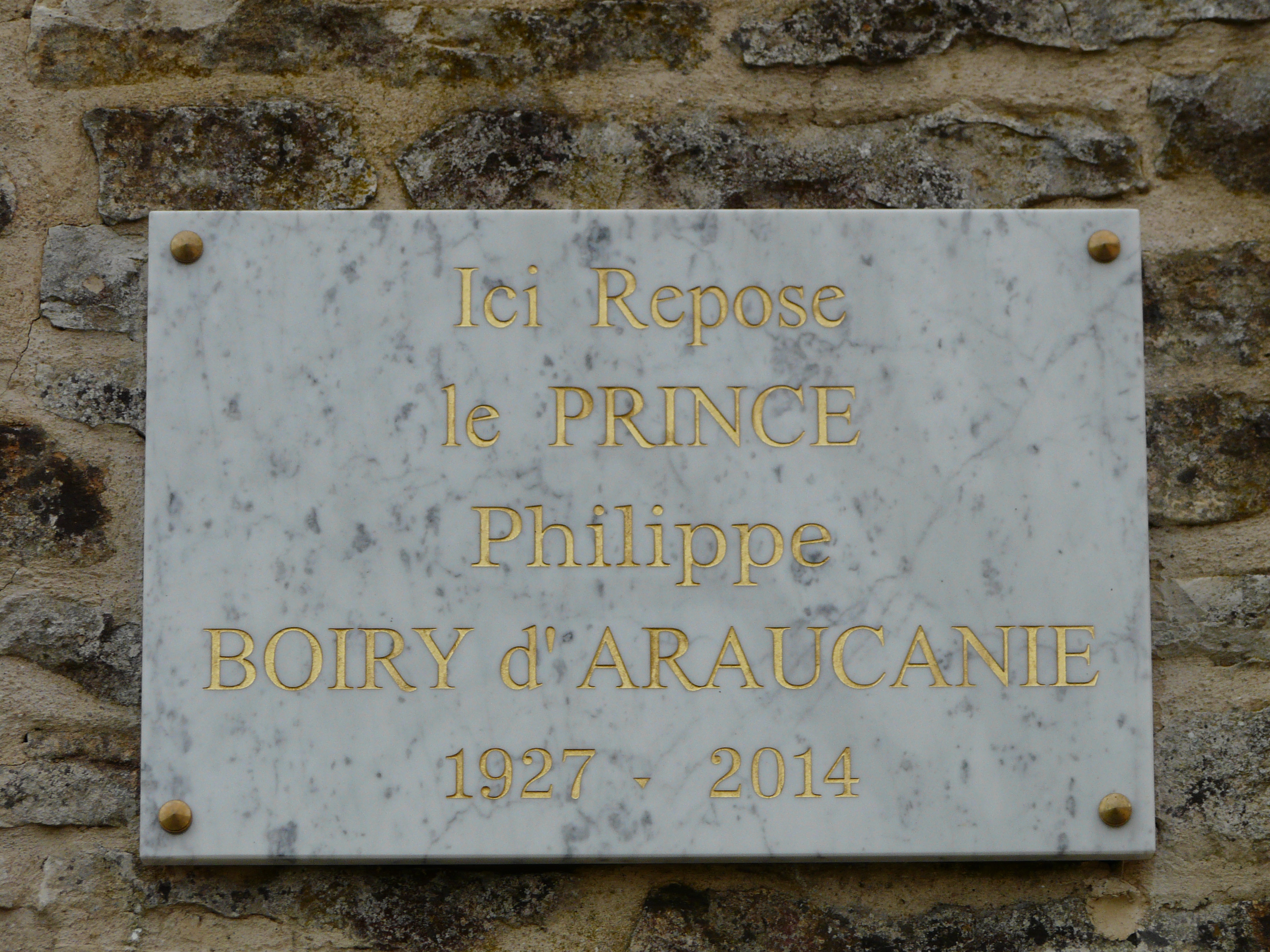
Plaque à l'extérieur de la chapelle privée située à côté de la chartreuse de la Chèze, à Chourgnac, où reposent Philippe Boiry et ses deux épouses.
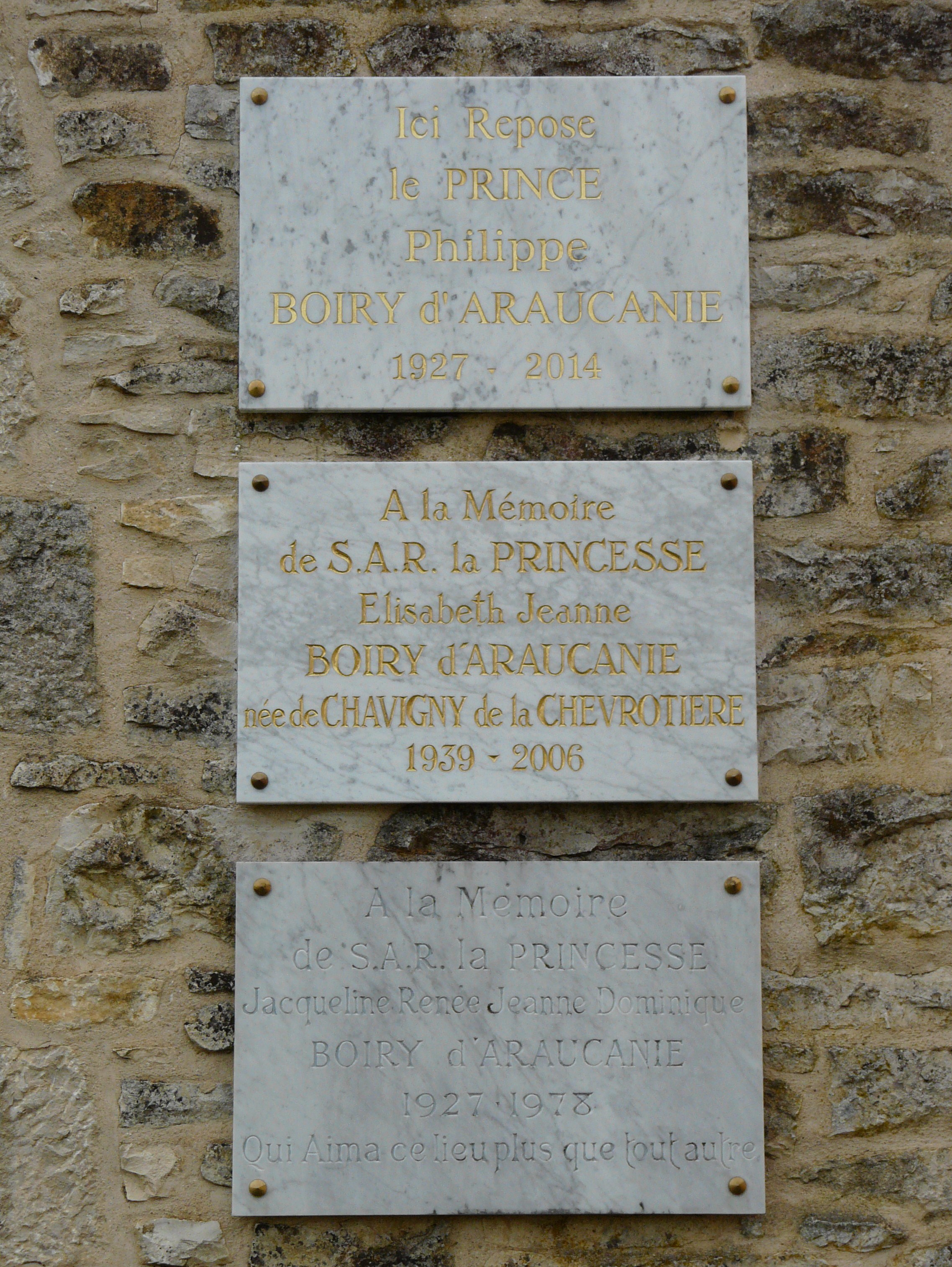
Plaques à l'extérieur de la chapelle privée située à côté de la chartreuse de la Chèze, à Chourgnac, où reposent Philippe Boiry et ses deux épouses.

### Action militante
Il est militant d'Action française et membre de la Résistance.
En 1980, il crée la faculté libre des sciences de la communication de Levallois-Perret, dans les Hauts-de-Seine.

### Prétendant au trône d'Araucanie et de Patagonie

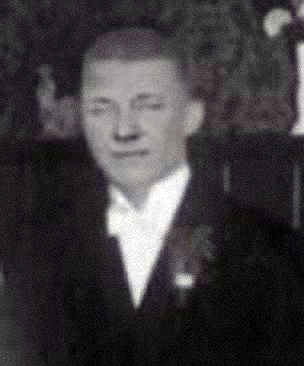
Son prédécesseur Jacques-Antoine Bernard (1880-1952), roi d'Araucanie et de Patagonie sous le nom d'Antoine III.

Sans grandes preuves, Philippe Boiry se dit issu par les femmes et par alliances successives d'une certaine Aubine Tounens, arrière-grand-tante d'Antoine de Tounens (1825-1878), premier roi d'Araucanie et de Patagonie sous le nom d'Orélie-Antoine Ier.
Après la mort, le 26 octobre 1952, de Jacques-Antoine Bernard (1880-1952), prétendant au trône d'Araucanie et de Patagonie sous le nom d'Antoine III, Philippe Boiry se proclame nouveau prétendant au trône du Royaume d'Araucanie et de Patagonie, sous le nom de Philippe Ier (en espagnol : Felipe I), en invoquant une renonciation en sa faveur faite le 12 mai 1951 par Jacques-Antoine Bernard. Cependant ses détracteurs considèrent sa démonstration comme « acrobatique », et nient que le royaume ait eu une quelconque activité après la mort d'Antoine-Hippolyte Cros dit Antoine II en 1903. Par ailleurs, les deux hommes n'ont pas de lien de parenté.
En 1996, Philippe Boiry poursuit en justice Enrique Oliva, un journaliste argentin qui a déclaré que « le roi de Patagonie était un imposteur et ses titres aussi faux que sa présumée majesté ». Le cas est rejeté par le juge qui déboute Philippe Boiry de ses fins, demandes et conclusions, au motif que les éléments produits ne permettent pas d'accueillir ses prétentions.
Philippe Boiry prend position à plusieurs reprises pour soutenir le peuple mapuche (pour lequel a été créé le royaume d'Araucanie et de Patagonie) dans sa lutte pour les droits de l'homme qu'il estime « bafoués » par l'Argentine et le Chili.
En 1981, il doit faire face aux revendications de l'écrivain Jean Raspail, qui se proclame consul général de Patagonie,.
Les prétendants au trône d'Araucanie et de Patagonie sont qualifiés de monarques et souverains de fantaisie,,
,, « n'ayant que des prétentions fantaisistes sur un royaume sans existence légale et ne jouissant d'aucune reconnaissance internationale ».

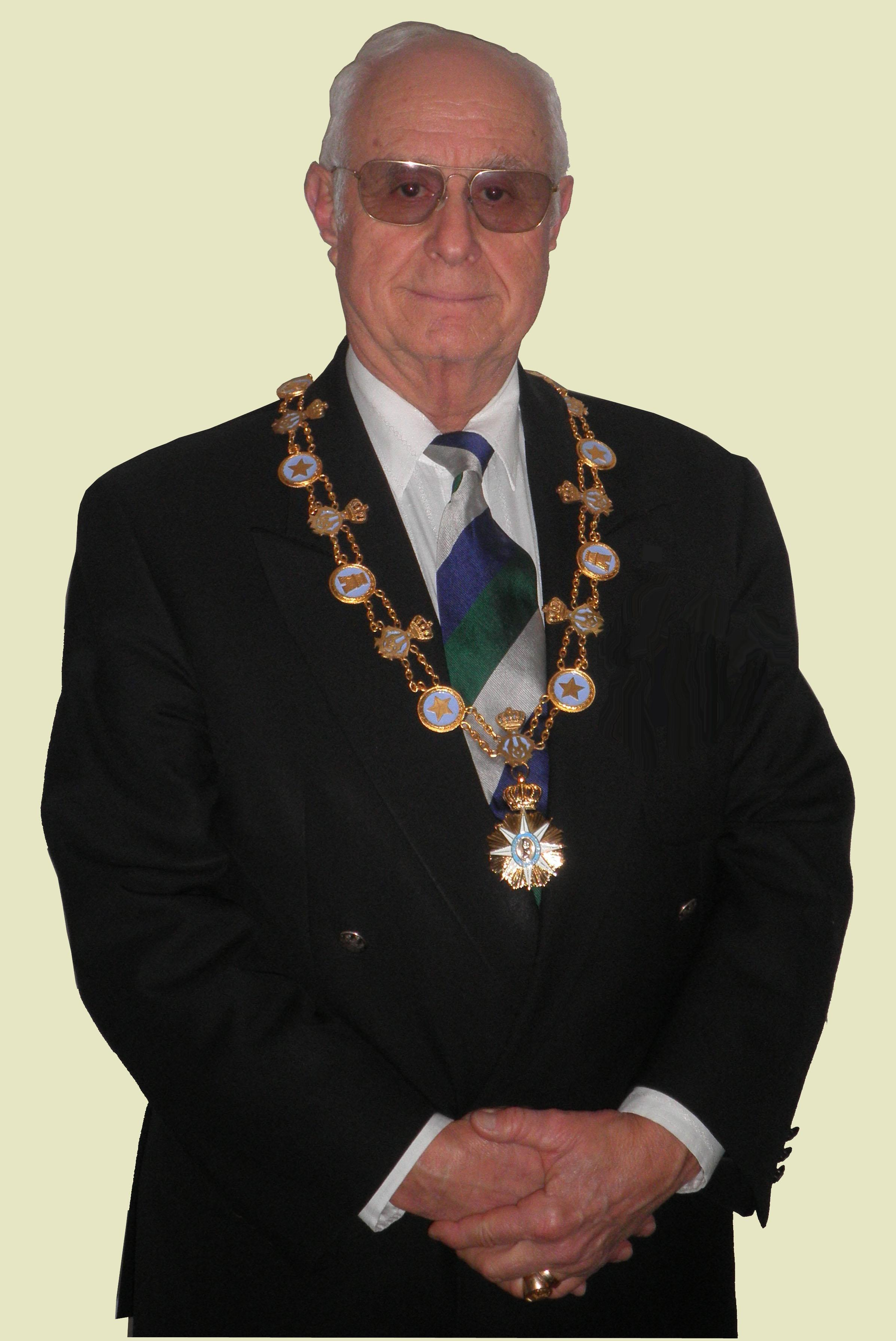
Jean-Michel Parasiliti di Para (1942-2017), successeur de Philippe Boiry sous le nom d'Antoine IV.

À la mort de Philippe Boiry, et après quelques jours d'une régence assurée par Philippe de Lavalette, le conseil de régence de la maison royale d'Araucanie et de Patagonie élit, le 9 janvier 2014, Jean-Michel Parasiliti di Para (1942-2017) comme nouveau prétendant au trône royal d'Araucanie et de Patagonie, sous le nom d'Antoine IV.
Cependant, un autre candidat aurait été désigné, via un mystérieux testament comme le successeur de Philippe Ier, provoquant l'ire de Jean-Michel Parasiliti di Para, candidat désigné par le conseil du royaume. En effet, « une poignée d'irréductibles n'a pas voulu accepter ce choix et a désigné Stanislas Parvulesco, un jeune négociant en cigares de 21 ans, sous le titre Stanislas Ier. »,. Mais la grande majorité des partisans de l'Araucanie s'est rangée derrière Jean-Michel Parasiliti di Para.

## Armoiries
| Blason | Blasonnement : D'azur au chevron d'or accompagné de trois étoiles à cinq rais du même posées 2 en chef et 1 en pointe. Commentaires : Armes de Philippe Boiry. |

## Œuvres

### Romans
- Le mystère du cœur de Saint Louis, 2008

### Essais
- Avec Gaëtan De Salvatore, Paris Auteuil sous les bombes (septembre 1943), Paris, Librairie Eyrolles, 1943 (rééd. 2000, L'Harmattan).
- Le Cardinal de Granvelle par le Titien, Paris, 1950.
- Histoire du Royaume d'Araucanie (1860-1979) : une dynastie de princes français en Amérique latine, La Rochelle, 1979.
- Éloge et Gastronomie de la pintade, Périgueux, Pilote 24, 1990 (rééd. 1994).
- Les jeunes dans la Résistance (préf. Jacques Baumel), Périgueux, Pilote 24, 1996. Prix Le Dissez de Penanrun de l'Académie des sciences morales et politiques.
- L'entreprise humaniste, Paris, L'Harmattan, 1998. Prix Félix de Beaujour de l'Académie des sciences morales et politiques.
- Histoire de la Société des Volontaires de 1870 à nos jours, Périgueux, Pilote 24, 1998.
- Avec Tatiana Lebedeva, La communication en Russie post-soviétique, Paris, L'Harmattan, 1999.
- Des « public-relations » aux relations publiques : La doctrine européenne de Lucien Matrat, Paris, L'Harmattan, 2004.
- Le mystère du cœur de Saint Louis (préf. Jean Tulard), Paris, éd. DIE, 2008.